# Gerrit Y. Lansing

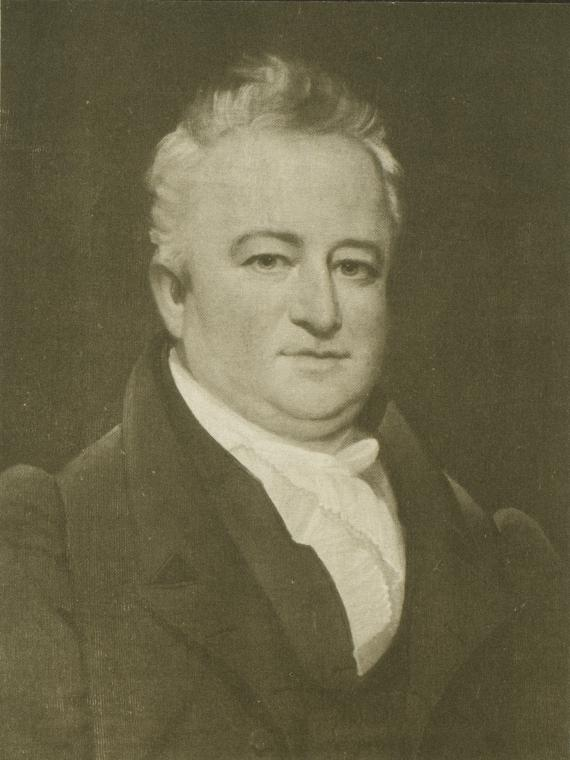
Gerrit Y. Lansing

Gerrit Yates Lansing (* 4. August 1783 in Albany, New York; † 3. Januar 1862 ebenda) war ein US-amerikanischer Jurist und Politiker. Zwischen 1831 und 1837 vertrat er den Bundesstaat New York im US-Repräsentantenhaus.

## Werdegang
Gerrit Lansing wurde ungefähr einen Monat vor dem Ende des Unabhängigkeitskrieges in Albany geboren und wuchs dort auf. Er verfolgte klassische Altertumswissenschaften und graduierte 1800 am Union College in Schenectady. Lansing studierte Jura. Seine Zulassung als Anwalt erhielt er 1804 und begann dann in Albany zu praktizieren. 1807 arbeitete er als Büroangestellter (clerk) in der New York State Assembly. Er war dann zwischen 1816 und 1823 Richter am Nachlassgericht (Court of Probate). 1829 wählte man ihn zum Regent an der University of the State of New York – eine Stellung, die er bis zu seinem Tod innehatte. Er wurde am 31. Oktober 1842 zum Kanzler (chancellor) gewählt.
Politisch gehörte er der Jacksonian-Fraktion an. Bei den Kongresswahlen des Jahres 1830 für den 22. Kongress wurde er im zehnten Wahlbezirk von New York in das US-Repräsentantenhaus in Washington, D.C. gewählt, wo er am 4. März 1831 die Nachfolge von Ambrose Spencer antrat. Nach zwei erfolgreichen Wiederwahl verzichtete er im Jahr 1836 auf eine erneute Kandidatur und schied nach dem 3. März 1837 aus dem Kongress aus.
Zwischen 1854 und 1862 war er Präsident der Albany Savings Bank. Er wurde 1859 Präsident der Albany Insurance Co. – eine Stellung, die er bis 1862 innehatte. Am 3. Januar 1862 verstarb er in Albany und wurde dann auf dem Albany Rural Cemetery beigesetzt. Er war der Sohn von Abraham G. Lansing und Neffe von John Lansing.